# Сухановка (Днепропетровская область)
Сухановка (укр. Суханівка) — село,
Виноградовский сельский совет,
Пятихатский район,
Днепропетровская область,
Украина.
Код КОАТУУ — 1224588505. Население по переписи 2001 года составляло 69 человек .

## Географическое положение
Село Сухановка находится в балке Сухая в 2,5 км от села Виноградовка.
По селу протекает пересыхающий ручей с запрудой.